# Heteromysis guitarti
Heteromysis guitarti är en kräftdjursart som beskrevs av Mihai Bacescu 1968. Heteromysis guitarti ingår i släktet Heteromysis och familjen Mysidae. Inga underarter finns listade i Catalogue of Life.